# Route nationale 569 (Belgique)
Pour l’article homonyme, voir Route nationale 569 (France) pour la route nationale Française.
 (novembre 2016).
Si vous disposez d'ouvrages ou d'articles de référence ou si vous connaissez des sites web de qualité traitant du thème abordé ici, merci de compléter l'article en donnant les références utiles à sa vérifiabilité et en les liant à la section « Notes et références ».
La route nationale 569 est une route nationale de Belgique qui relie Châtelet à Fontaine-l'Évêque, la route est divisée en deux parties, de Châtelet à Jumet pour la première et de Courcelles à Fontaine-l'Évêque pour la deuxième. Elle est longue d'environ 10,8 kilomètres.

## Description du tracé

### Noms
| Parcours                       | Nom                     |
| ------------------------------ | ----------------------- |
| Châtelet → Gilly               | Rue de Gilly            |
| Gilly → N29                    | Chaussée de Châtelet    |
| N29 → Lodelinsart              | Chaussée de Lodelinsart |
| Lodelinsart → Jumet            | Chaussée de Châtelet    |
| Courcelles → Fontaine-l'Évêque | N568                    |

### Villes sur le parcours
- Région wallonne
  -  Province de Hainaut
    - Jumet
    - Lodelinsart
    - Gilly
    - Châtelineau
    - Châtelet